# František Veselý
František Veselý (Prága, 1943. december 7. – Prága, 2009. október 30.) Európa-bajnok csehszlovák válogatott cseh labdarúgó.

## Pályafutása

### A válogatottban
1965 és 1977 között 34 alkalommal szerepelt a csehszlovák válogatottban és 3 gólt szerzett. Részt vett az 1970-es világbajnokságon. Tagja volt az 1976-ban Európa-bajnokságot nyerő válogatott keretének is.

## Sikerei, díjai
Dukla Praha
- Csehszlovák bajnok (2): 1962–63, 1963–64
- Csehszlovák kupadöntős (1): 1962–63

Csehszlovákia
- Európa-bajnok (1): 1976